# Kinyongia multituberculata
A Kinyongia multituberculata a hüllők (Reptilia) osztályának pikkelyes hüllők (Squamata) rendjébe, ezen belül a gyíkok (Sauria) alrendjébe, a leguánalakúak (Iguania) alrendágába és a kaméleonfélék (Chamaeleonidae) családjába tartozó faj.

## Előfordulása
A Kinyongia multituberculata Tanzánia endemikus kaméleonfaja. Az előfordulási területe az ország északkeleti részén lévő Usambara-hegységben van.

## Megjelenése
Ez a kaméleonfaj körülbelül 18,7 centiméter hosszú. Pofáján két szarvszerű képződmény látható.

## Fordítás
- Ez a szócikk részben vagy egészben  a   West Usambara two-horned chameleon című angol Wikipédia-szócikk ezen változatának fordításán alapul.  Az eredeti cikk szerkesztőit annak laptörténete sorolja fel. Ez a jelzés csupán a megfogalmazás eredetét és a szerzői jogokat jelzi, nem szolgál a cikkben szereplő információk forrásmegjelöléseként.